# Contea di Hwasun
La contea di Hwasun (Hwasun-gun; 화순군; 和順郡) è una delle suddivisioni della provincia sudcoreana del Sud Jeolla.